# Каргалинський район
Каргали́нський район (каз. Қарғалы ауданы, рос. Каргалинский район) — адміністративна одиниця у складі Актюбінської області Казахстану. Адміністративний центр — село Бадамша.

## Населення
Населення — 15285 осіб (2021; 16781 в 2009, 19172 у 1999, 24152 у 1989).
Національний склад (станом на 2016 рік):
- казахи — 10647 осіб (61,94 %)
- росіяни — 3236 осіб (18,83 %)
- українці — 1774 особи (10,32 %)
- німці — 779 осіб
- татари — 229 осіб
- молдовани — 83 особи
- башкири — 69 осіб
- чеченці — 63 особи
- білоруси — 59 осіб
- узбеки — 52 особи
- азербайджанці — 37 осіб
- чуваші — 14 осіб
- мордва — 11 осіб
- вірмени — 11 осіб
- болгари — 9 осіб
- марійці — 9 осіб
- корейці — 4 особи
- інші — 103 особи

## Історія
- 1966 року був утворений Ленінський район.
- 1997 року до складу району була приєднана частина ліквідованого Актюбінського району (нині Желтауський сільський округ)[5].
- 1997 року район був перейменований в сучасну назву[6].

## Склад
До складу району входять 1 сільська адміністрація та 8 сільських округів:
| Поселення                               | Площа, км² | Населення, осіб (1989) | Населення, осіб (1999) | Населення, осіб (2009) | Населення, осіб (2021) | Центр            | Населені пункти |
| --------------------------------------- | ---------- | ---------------------- | ---------------------- | ---------------------- | ---------------------- | ---------------- | --------------- |
| Шамші Калдаякова сільська адміністрація | 369,57     | 1601                   | 1874                   | 1934                   | 1407                   | Шамші Калдаякова | 1               |
| Алімбетівський сільський округ          | -          | 2415                   | 1386                   | 1152                   | 837                    | Алімбет          | 1               |
| Ащилисайський сільський округ           | -          | 3039                   | 2111                   | 1691                   | 1277                   | Ащилисай         | 4               |
| Бадамшинський сільський округ           | 15,57      | 7754                   | 5412                   | 5359                   | 5868                   | Бадамша          | 1               |
| Веліховський сільський округ            | -          | 1287                   | 1022                   | 633                    | 319                    | Веліховка        | 2               |
| Желтауський сільський округ             | 459,35     | 1950                   | 2111                   | 1945                   | 2453                   | Петропавловка    | 1               |
| Кемпірсайський сільський округ          | -          | 1518                   | 1237                   | 990                    | 738                    | Жосали           | 2               |
| Кос-Істецький сільський округ           | -          | 2726                   | 2213                   | 1731                   | 1496                   | Кос-Істек        | 1               |
| Степний сільський округ                 | -          | 1862                   | 1806                   | 1346                   | 890                    | Степне           | 2               |

## Найбільші населені пункти
Населені пункти з чисельністю населення понад 1000 осіб:
| № | Населений пункт  | Населення, осіб (1989) | Населення, осіб (1999) | Населення, осіб (2009) | Населення, осіб (2021) |
| - | ---------------- | ---------------------- | ---------------------- | ---------------------- | ---------------------- |
| 1 | Бадамша          | 7 754                  | 5 412                  | 5 359                  | 5 868                  |
| 2 | Петропавловка    | 1 950                  | 2 111                  | 1 945                  | 2 453                  |
| 3 | Кос-Істек        | 2 058                  | 1 806                  | 1 541                  | 1 496                  |
| 4 | Шамші Калдаякова | 1 450                  | 1 874                  | 1 934                  | 1 407                  |